# Mixbury
Mixbury è un villaggio nell'Oxfordshire, a circa 2,5 miglia (4 km) a sud-est di Brackley, nel Northamptonshire.
Il suo nome deriva dall'antico inglese mixen-Burgh, che significa "fortificazione vicino letamaio". Il termine "Burgh" si riferisce al castello di Beaumont, che è stato costruito intorno al 1100. Oggi non c'è più, ma sono rimaste delle rovine a nord del villaggio.

## Chiesa parrocchiale
La sua chiesa parrocchiale risale al XII secolo. Il portale sud è in stile normanno, risalente al 1170 circa. All'inizio del XIV secolo tutte le finestre sono state sostituite con decorazioni gotiche e vennero aggiunte una navata a tre campate e una torre, nella parte ovest. Il lucernario gotico è stato aggiunto in seguito. Il coro è stato restaurato nel 1843 e il resto della chiesa è stata restaurata dopo il 1848.